# Kalhīn
Kalhīn (persiska: كلهين) är en ort i Iran.   Den ligger i provinsen Zanjan, i den nordvästra delen av landet, 300 km nordväst om huvudstaden Teheran. Kalhīn ligger 1 901 meter över havet och antalet invånare är 115.
Terrängen runt Kalhīn är huvudsakligen kuperad, men åt sydost är den bergig.Runt Kalhīn är det ganska glesbefolkat, med 47 invånare per kvadratkilometer. Närmaste större samhälle är Armaghānkhāneh, 16,2 km söder om Kalhīn. Trakten runt Kalhīn består i huvudsak av gräsmarker.